# ビーンズ武蔵中原
ビーンズ武蔵中原（ビーンズむさしなかはら）は、神奈川県川崎市中原区上小田中にあるJR東日本都市開発が運営する複合商業施設（ショッピングセンター）である。

## 概要
JR東日本都市開発によって「アルガード武蔵中原」として2000年に開業。2011年に「ビーンズ武蔵中原」と改称。2021年9月28日に6店舗が新規出店、11店舗がリニューアルオープンした。

## 主なテナント

### 1F
- デリド[4]
- 九州屋
- 山助
- 大野屋商店[5]
- ニュー・クイック[6]
- Chateraise PREMIUM YATSUDOKI[7]
- ウエルシア[8]
- カルディコーヒーファーム[9]
- すき家[10]
- やよい軒[11]
- とんかつ和幸[12]

### 2F
- ダイソー[13]
- サイゼリヤ[14]
- マクドナルド[15]
- ビーンズ中原郵便局[16]
- QBハウス
- 書房すみよし